# Awake Live
Awake Live – album koncertowy zawierający również filmowy zapis koncertu amerykańskiego piosenkarza i pisarza piosenek Josha Grobana, wydany w maju 2008.

## Informacje o albumie
Producentami albumu byli Ian Stewart i Humberto Gatica.
Zwykły album z jedną płytą CD znajdował się do nabycia w sklepach muzycznych na terenie Stanów Zjednoczonych. Na oficjalnej stronie internetowej piosenkarza dostępna była limitowna edycja albumu zawierająca płytę CD oraz płytę DVD/Blu-ray z dodatkowymi utworami, zmienioną okładką i rozkładaną wkładką ze zdjęciami przysłanymi przez fanów.
Album jest zapisem koncertu, który odbył się 28 sierpnia 2007 przed piętnastotysięcznym tłumem w Energy Solutions Arena w Salt Lake City. Większość piosenek pochodzi z wydanego w 2006 krążka Awake (m.in. "You Are Loved (Don't Give Up)", "February Song" oraz "Lullaby"). Na DVD producenci umieścili różne utwory pochodzące z innych albumów: "Canto Alla Vita" i "Alla Luce del Sole" z debiutanckiego Josh Groban z 2001, "You Raise Me Up" i "Remember When It Rained" z podwójnie platynowego Closer z 2003. Album zadebiutował drugim miejscem na liście Billboard 200 przy sprzedanych ponad 2 mln kopii w USA.
Awake Live był trzecim koncertowym DVD piosenkarza po Josh Groban in Concert wydanym w 2002 i Live at the Greek z 2004. Artysta wybrał Salt Lake City ze względu na sentyment do swojego pierwszego publicznego koncertu, który miał miejsce właśnie w tym mieście. Groban zaśpiewał również w 2002 na zakończenie XIX Zimowych Igrzysk Olimpijskich. Jego występ widziało wówczas ponad dwa miliony osób.
W 9 dni po wydaniu albumu zarejestrowany koncert został wyświetlony w ponad 30 kinach w Stanach Zjednoczonych w technice HD. Był to pierwszy zarejestrowany koncert jakiegokolwiek piosenkarza wyświetlony na srebrnym ekranie.

## Lista utworów[2]

### Pierwszy dysk
1. Mai - 4:42
muzyka i tekst: Marco Marinangeli, Andrea Sandrei, Leo Z
2. February Song - 5:11
muzyka i tekst: Josh Groban, Marius de Vries, John Ondrasik
3. In Her Eyes - 4:55
muzyka i tekst: Michael Hunter Ochs, Jeff Cohen, Andy Selby
4. So She Dances - 5:00
muzyka i tekst: Adam Crossley, Asher Lenz
5. Un Dia Llegara - 4:27
muzyka i tekst: Claudia Brant, Oksana Grigorieva
6. Pearls - 5:54
Śpiew: Angélique Kidjo; muzyka i tekst: Claudia Brant
7. Weeping - 5:34
muzyka i tekst: Edan Heymann
8. Machine - 5:16
muzyka i tekst: Dave Bassett, Josh Groban, Eric Mouquet
9. Awake - 7:04
muzyka i tekst: Josh Groban, Eric Mouquet, Thomas Salter

#### Na limitowanej wersji internetowej
1. Lullaby
muzyka i tekst: Josh Groban, Jochem van der Saag
2. You Are Loved (Don't Give Up)
muzyka i tekst: Thomas Salter

### DVD
1. "You Are Loved (Don't Give Up)"
2. "Mai"
3. "Un Dia Llegara"
4. "Un Giorno Per Noi"
muzyka i tekst: Lawrence Kusik, Nino Rota
5. "Now or Never"
muzyka i tekst: Josh Groban, Imogen Heap
6. "So She Dances"
7. "February Song"
8. "Alla Luce del Sole"
9. "Aurora"
Skrzypce: Lucia Micarelli; muzyka i tekst: Lucia Micarelli
10. "Kashmir"
Skrzypce: Lucia Micarelli; muzyka i tekst: John Bonham, Jimmy Page, Robert Plant
11. "In Her Eyes"
12. "Pearls"
13. "L'Ultima Notte"
muzyka i tekst: Marco Marinangeli
14. "Remember When It Rained"
muzyka i tekst: Josh Groban, Eric Mouquet
15. "Lullaby"
16. "Weeping"
17. "Machine"
18. "Canto Alla Vita"
muzyka i tekst: Cheope, Antonio Galbiati
19. "You Raise Me Up"
muzyka i tekst: Brendan Graham, Rolf Løvland
20. "Awake"

#### Dodatkowy materiał filmowy
1. "Making of Awake Live"
2. "Behind The Big Orange Curtain"